# ワルシャワ連盟 (1704年)
1704年のワルシャワ連盟（ポーランド語:Konfederacja warszawska）は、ポーランド・リトアニア共和国でアウグスト2世強健王に対抗して同年2月16日にワルシャワで結成された連盟。大北方戦争でスウェーデンのカール12世の侵攻を受ける中、その意を受けてポーランド王アウグスト2世を廃位しスタニスワフ・レシチニスキを即位させようと運動した。一方でアウグスト2世を支持する勢力は5月20日にサンドミェシュ連盟を結成した。ワルシャワ連盟はポーランド内乱の末に勝利をおさめ、アルトランシュテット条約で目的を果たした。しかし間もなくロシアのピョートル1世がカール12世を破り、アウグスト2世を復位させた。